# Hamburg European Open 2022
Die Hamburg European Open 2022 waren ein WTA-Tennisturnier der WTA Tour 2022 für Damen und ein ATP-Tennisturnier der ATP Tour 2022 für Herren in Hamburg. Die Turniere der Damen und Herren fanden zeitgleich vom 18. bis 24. Juli 2022 statt.

## Herrenturnier
→ Qualifikation: Hamburg European Open 2022/Herren/Qualifikation

## Damenturnier
→ Qualifikation: Hamburg European Open 2022/Damen/Qualifikation